# Le Drennec
Le Drennec är en kommun i departementet Finistère i regionen Bretagne i västra Frankrike. Kommunen ligger i kantonen Plabennec som tillhör arrondissementet Brest. År 2022 hade Le Drennec 1 911 invånare.

## Befolkningsutveckling
Antalet invånare i kommunen Le Drennec
Referens:INSEE